# Malý Stožec
Malý Stožec är en kulle i Tjeckien.   Den ligger i regionen Ústí nad Labem, i den norra delen av landet, 90 km norr om huvudstaden Prag. Toppen på Malý Stožec är 659 meter över havet, eller 90 meter över den omgivande terrängen. Bredden vid basen är 0,75 km.
Terrängen runt Malý Stožec är kuperad åt sydost, men åt nordväst är den platt.Runt Malý Stožec är det ganska glesbefolkat, med 48 invånare per kvadratkilometer. Närmaste större samhälle är Česká Lípa, 18,3 km söder om Malý Stožec. I omgivningarna runt Malý Stožec växer i huvudsak blandskog.